# دائرة حجوط
دائرة حجوط هي إحدى دوائر ولاية تيبازة الجزائرية.